# Wenezuela na Mistrzostwach Świata w Lekkoatletyce 2011
Wenezuela na Mistrzostwach Świata w Lekkoatletyce 2011 reprezentowana była przez troje zawodników.

## Występy reprezentantów Wenezueli

### Mężczyźni

#### Konkurencje biegowe
| Konkurencja | Zawodnik          | Eliminacje | Eliminacje | Półfinał   | Półfinał | Finał    | Finał   |
| Konkurencja | Zawodnik          | Rezultat   | Pozycja    | Rezultat   | Pozycja  | Rezultat | Pozycja |
| ----------- | ----------------- | ---------- | ---------- | ---------- | -------- | -------- | ------- |
| Bieg 1500 m | Eduard Villanueva | 3:41,89    | 26. Q      | 3:36,96 NR | 5. Q     | 3:37,31  | 8.      |

### Kobiety

#### Konkurencje biegowe
| Konkurencja   | Zawodnik          | Finał    | Finał   |
| Konkurencja   | Zawodnik          | Rezultat | Pozycja |
| ------------- | ----------------- | -------- | ------- |
| Chód na 20 km | Milángela Rosales | 1:40:49  | 36.     |

#### Konkurencje techniczne
| Konkurencja | Zawodniczka    | Eliminacje | Eliminacje | Finał    | Finał   |
| Konkurencja | Zawodniczka    | Rezultat   | Pozycja    | Rezultat | Pozycja |
| ----------- | -------------- | ---------- | ---------- | -------- | ------- |
| Skok wzwyż  | Marielys Rojas | 1,85 m SB  | 25.        |          |         |